# Negatoskop

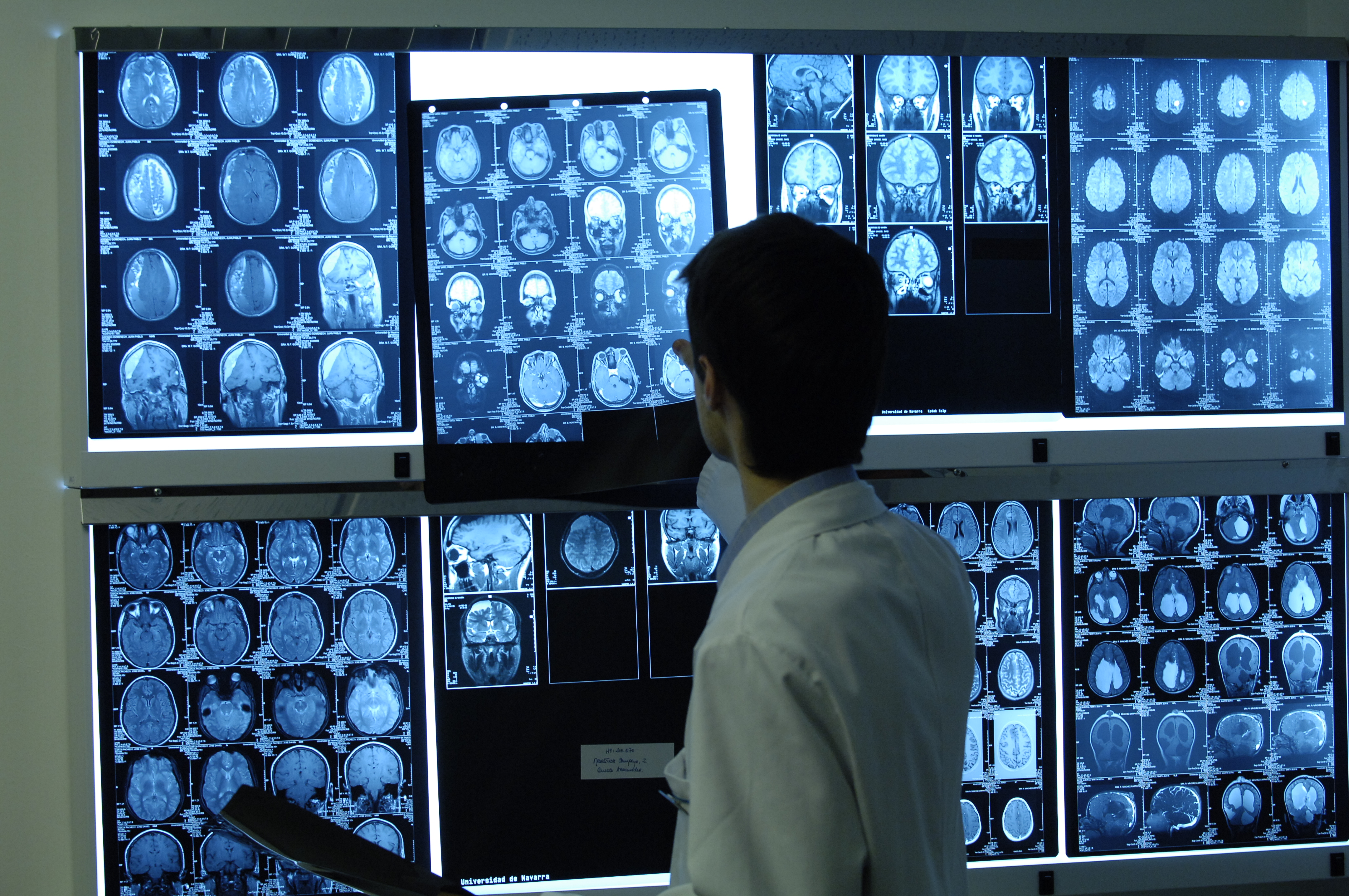
Negatoskop

Negatoskop je pomocný lékařský přístroj, sloužící k vyhodnocování snímků, pořízených některou denzitografickou technikou (obvykle označovaných jako rentgenové snímky). Jde o rovnoměrně podsvícenou matovou plochu, na kterou jsou snímky osazovány do pružinových nebo rámových držáků. Dražší provedení negatoskopů mají regulovatelnou intenzitu podsvícení (při zachování požadavku rovnoměrného osvětlení plochy), tepelné filtry a další pomůcky, usnadňující práci radiologa (lupy, stupnice, odečtová pravítka). 
Negatoskopy se užívají v ortopedii (skiagrafie), gynekologii (vyhodnocení mamogramů a galaktogramů), zubním a vnitřním lékařství (zejména plicním). Výjimkou však není ani užití negatoskopu ve  veterinárním lékařství.